# راهی که همه می‌روند
راهی که همه می‌روند (به انگلیسی: The Way of All Flesh)، یک رمان نوشته ساموئل باتلر، نویسنده و مقاله‌نویس اهل بریتانیا است. این رمان در بین سال‌های ۱۸۷۳ و ۱۸۸۴ نوشته شد و در سال ۱۹۰۳ یک سال پس از مرگ نویسنده، منتشر شد. در سال ۱۹۹۸ این کتاب در لیست صد رمان برتر به انتخاب کتابخانه مدرن قرار گرفت.

## طرح داستان
داستان توسط آورتون، پدرخوانده شخصیت اصلی روایت و با زندگی جان پونتیفکس، یک نجار، شروع می‌شود. این رمان ناامیدی و مشکلات چهار نسل از خانواده پونتیفکس را ترسیم می‌کند که عمدتاً به دلیل سرکوب والدین است.

## ترجمه به فارسی
- ‏عنوان و نام پدیدآور: راه آخرت (راهی که همه می‌روند)/ ساموئل باتلر‏‫؛ ترجمه پرتو اشراق. ‏مشخصات نشر:تهران: الست فردا‏‫، ۱۳۸۳. شابک: ‏‫‭۹۶۴-۷۱۷۰-۴۷-۵‬[۶]